# Rushes
Rushes (englisch für „Schilf“) ist das zweite Studioalbum des Duos The Fireman, das aus Paul McCartney und Martin Glover (Youth) besteht. Gleichzeitig ist es einschließlich der Wings-Alben, der Fireman-Alben, der klassischen Alben, der Livealben und Kompilationsalben das 29. Album von Paul McCartney nach der Auflösung der Band The Beatles. Es wurde am 21. September 1998 in Großbritannien und am 20. Oktober 1998 in den USA veröffentlicht.

## Entstehung
Nach der Fertigstellung seines klassischen Albums Standing Stone nahm Paul McCartney am 12. Dezember 1997 für das Benefiz-Album Twentieth Century Blues: The Songs of Noël Coward das im Jahr 1927 geschriebene Lied A Room with a View in seinem Studio in Sussex auf. Bei der Instrumentierung und dem Gesang hielt sich Paul McCartney an die Originalaufnahme.
Im Februar des Jahres 1998 begab sich Paul McCartney mit Martin Glover alias Youth erneut in sein Hogg Hill Mill Studio in Sussex und nahm ein weiteres Album auf. Weitere am Zustandekommen des Albums Beteiligte waren Keith Smith, Eddie Klein, Hugo Hammel und Paul Taylor. Es sind kaum Informationen über die Entstehung oder die Aufnahmen bekannt. Während das Vorgängeralbum von The Fireman, Strawberries Oceans Ships Forest, überwiegend aus Abmischungen von schon veröffentlichten Aufnahmen von Paul McCartney besteht, wurden für Rushes neu komponierte Stücke aufgenommen, die im Wesentlichen atmosphärische Instrumentalmusik sind. Zwei bisher unveröffentlichte gesungene Lieder von Paul McCartney, im Dezember 1995 aufgenommen, wurden fragmentarisch in die Kompositionen von Rushes eingefügt. Hey Now (What You Are Looking For?) wurde für die Lieder Bison, Auraveda und 7 a.m., und Let Me Love You Always wurde für das Lied Palo Verde verwendet. Die Stimme von Linda McCartney und Geräusche von Pferden sind ebenfalls bei dem Lied Palo Verde zu hören.
Linda McCartney starb am 17. April 1998 an Brustkrebs; ob nach ihrem Tod weitere Arbeiten an dem Album vorgenommen wurden, ist nicht bekannt. Rushes erschien am 21. September 1998. In der Frühjahrsausgabe 1998 von Club Sandwich, McCartneys Fanclub-Publikation, wurden zwei weitere Rushes-Songs – Plum Jam und Through The Marshes – erwähnt, die aber nicht veröffentlicht wurden.
Bedingt durch die Benutzung eines Pseudonyms war es erneut nur wenigen potentiellen Käufern bekannt, dass die beiden Mitglieder von The Fireman Paul McCartney und Youth waren, sodass die Verkäufe des zweiten Fireman-Albums erneut gering ausfielen, obwohl mehr Werbung als für das erste Album gemacht wurde. Erst mit der Veröffentlichung des dritten Albums Electric Arguments von The Fireman im Jahr 2008 wurde offiziell bekanntgegeben, wer sich hinter dem Pseudonym verbirgt.
Am 2. Oktober 1998 traten The Fireman in den Abbey Road Studios (Studio Nr. 1) maskiert auf und präsentierten Live-Abmischungen von fünf Liedern ihres Albums. Während des Auftritts trug McCartney eine Sonnenbrille, eine schwarze Skimaske und Kopfhörer über einem gelben Regenhut. Er spielte Keyboard und seine Epiphone-Casino-Gitarre über vorab aufgenommene Backing-Tracks, die während der Veranstaltung von Youth neu abgemischt wurden. Die Übertragung des Auftritts erfolgte auf der Homepage von The Fireman, es war McCartneys erster öffentlicher Auftritt seit dem Tod seiner Frau Linda.
Rushes wurde nicht von Parlophone, sondern von einem anderen Label der EMI Group veröffentlicht.
Das Album wurde auch als Vinyl-Doppelalbum veröffentlicht.

## Covergestaltung
Der Designer und die Fotografen des Covers werden nicht erwähnt. Es ist lediglich bekannt, dass die nackte Frau, das Model Julie Lewis, auf dem Innenseitencover im Jahr 1973 von Bunny Yeager fotografiert wurde.

## Titelliste
Alle Lieder wurden von Paul McCartney und Youth geschrieben.
1. Watercolour Guitars – 5:48
2. Palo Verde – 11:56
3. Auraveda – 12:51
4. Fluid – 11:19
5. Appletree Cinnabar Amber – 7:12
6. Bison – 2:40
7. 7 a.m. – 7:49
8. Watercolour Rush – 1:45

## Informationen zu einzelnen Liedern
Bei dem Lied Fluid sind Frauenstimmen zu hören, deren Herkunft gerüchteweise einer Telefonsex-Hotline zugeordnet wurde. Die Schallplattenfirma hat dies bestritten.
Am 28. Mai 1999 nahm Paul McCartney das Lied Clean Machine in den Abbey-Road-Studios auf, das für die Internetseite „Linda McCartney Foods Pro Cycling Team“ verwendet wurde. Das Lied, das Samples des Beatles-Liedes Penny Lane beinhaltet, wird The Fireman zugeschrieben, was aber nicht nachweislich ist, da es bisher nicht veröffentlicht wurde.

## Single-Auskopplungen
Im September 1998 erschien in Großbritannien die limitierte 12″-Vinyl-Single Fluid / Appletree Cinnabar Amber / Bison (Long One).
Anfang des Jahres 1999 wurden in Großbritannien 3000 Exemplare der 12″-Vinyl-Single Fluid (Nitin Sawhney Remixes) veröffentlicht, die die drei folgenden Abmischungen enthält: Fluid (Out of Body and Mind Mix), Fluid (Out of Body Mix), Fluid (Out of Body with Sitar Mix) und die Albumversion von Bison.
Die Single erschien in einer gelben Hülle mit leeren weißen Labeln.
Als Promotionsingle-CD wurde im September 1998 Fluid / Appletree Cinnabar Amber / Bison (Long One) veröffentlicht, wobei Bison eine Länge von 7:55 Minuten hat und damit über fünf Minuten länger als die Albumversion ist. Eine Promotion-12″-Vinyl-Single mit gleichen Inhalt wurde ebenfalls in Großbritannien hergestellt.

## Chartplatzierungen
Weder das Album noch die Singleauskopplungen konnten sich in den offiziellen Hitparaden platzieren.

## Wiederveröffentlichungen
- Das Album wurde bisher nicht neu remastert.
- Im Juni 2011 wurde das Album im Download-Format veröffentlicht.